# Hellisfjall
Hellisfjall är ett berg i republiken Island. Det ligger i regionen Suðurland, 130 km öster om huvudstaden Reykjavík. Toppen på Hellisfjall är 751 meter över havet.
Trakten runt Hellisfjall är nära nog obefolkad, med mindre än två invånare per kvadratkilometer. Det finns inga samhällen i närheten. Trakten runt Hellisfjall består i huvudsak av gräsmarker.